# Holger Stenbäck
Nils Holger Stenbäck, född 3 maj 1907 i Helsingfors, död 3 oktober 1967 i Nykarleby, var en finländsk jurist.
Stenbäck, som var son till ingenjör Ragnar Stenbäck och Alfhild Stjernvall, blev student 1925, dimitterades från Svenska handelshögskolan 1927, avlade högre rättsexamen 1934 och blev vicehäradshövding 1938. Han var prokurist vid Nordiska Föreningsbankens huvudkontor i Helsingfors 1935–1938, biträdande direktör vid kontoret i Jakobstad 1938–1947, direktör vid kontoret i Nykarleby från 1947 och borgmästare i Nykarleby från samma år. Han var ordförande i kolonisationsnämnden i Jakobstad 1942–1947, sekreterare i hyresnämnden där 1946–1947, ordförande i hyresnämnden i Nykarleby 1947–1952 och i brandnämnden där 1947–1956.